# Фульвокислоты
Фу́львокисло́ты (ФК) — группа гумусовых кислот. Высокомолекулярные природные азотсодержащие органические кислоты, растворимые в воде, щелочах и кислотах с образованием водорастворимых солей (фульватов). Входят в состав гумуса. Отличаются от гуминовых кислот более светлой окраской (от жёлтой до красно-бурой) и большей катионообменной способностью. Для них характерно более высокое содержание кислорода (45-50 %), более низкое — углерода (36-44 %), азота — (3-4,5 %), водорода — (3-5 %), а также более низкие молекулярные массы.
Фульвокислоты — активная фракция гуминовых веществ. Их роль в почве заключается в том, что за счёт сильнокислой реакции и хорошей растворимости в воде, фульвокислоты энергично разрушают минеральную часть почвы и способствуют миграции ионов алюминия и железа в профиле почв.
Выделяют из растворов на активированном угле, полимерных смолах. Выделяют четыре фракции фульвокислот. Это деление основано в первую очередь на реакционной способности фракций, а именно условиях выделения. Фракция Iа, наиболее агрессивная свободная фракция. Фракция I также свободная. Фракция II представлена соединениями с кальцием. Фракция III связана с полуторными оксидами и глинистыми минералами.